# Geklauwd pronkmos
Geklauwd pronkmos (Herzogiella seligeri) is een soort uit het geslacht Herzogiella. Het komt vooral voor op ontschorste liggende dode bomen en soms op boomvoeten en strooisel. Met name in bossen op kalkarme bodem.

## Determinatie
Uiterlijke kenmerken
Geklauwd pronkmos groeit in losse tot dichte matten, geelgroen tot vrij donkergroen, onregelmatig, vaak dicht vertakt met takken en stengels die weinig verschillen. Bladstelen zijn tot 3 cm lang. Bladeren staan wijdverspreid in meerdere rijen, niet geplooid. Seta is 1,5-2,5 cm lang, rechtopstaand, licht bruin tot rood. De sporenkapsels zijn cilindrisch, boogvormig en geel tot roodbruin van kleur en heeft de afmeting 2–3,5 × 0,5–0,8 mm.
Microscopische kenmerken
De bladcellen in het midden van het blad meten 30–70 × 5–7 µm. De sporenmaat 12–22 µm.

## Verspreiding
Geklauwd pronkmos komt voor in Europa en Azië. In Nederland komt de soort vrij algemeen voor. Het staat niet op de rode lijst en is niet bedreigd. Het wordt met name aan de kust en in het oosten van het land waargenomen.

## Fotogalerij

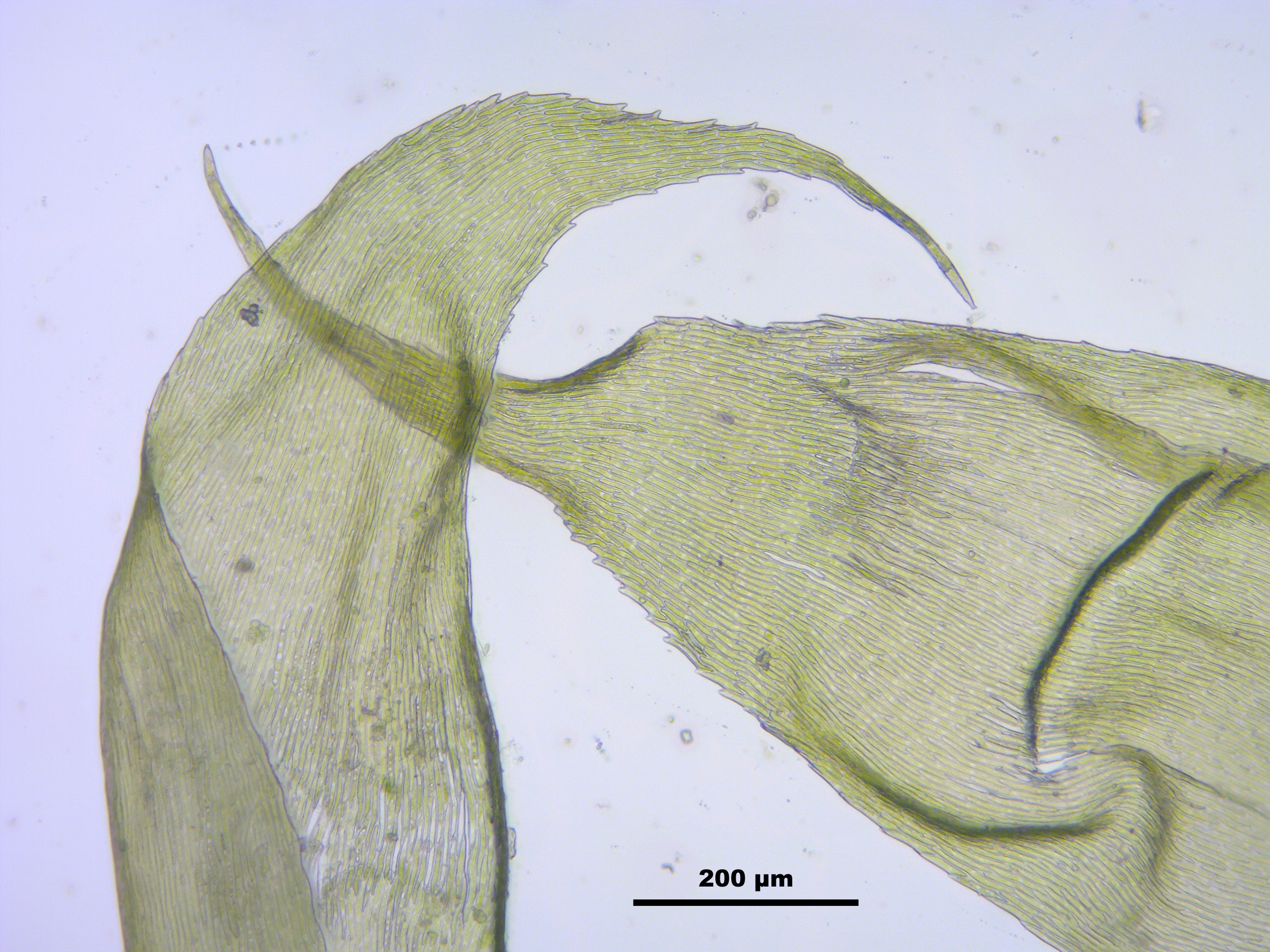
Bladpunt
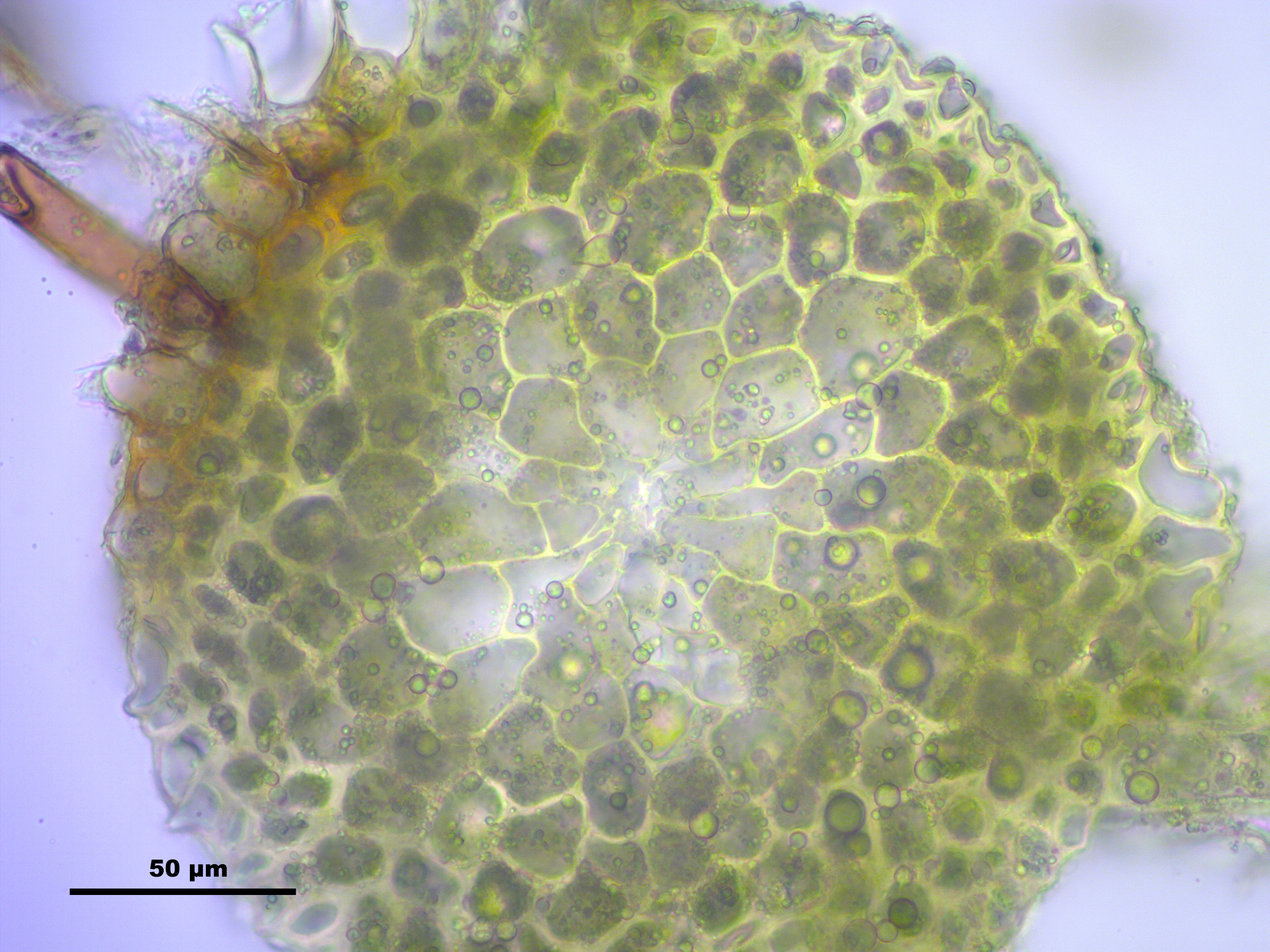
Doorsnede stengel
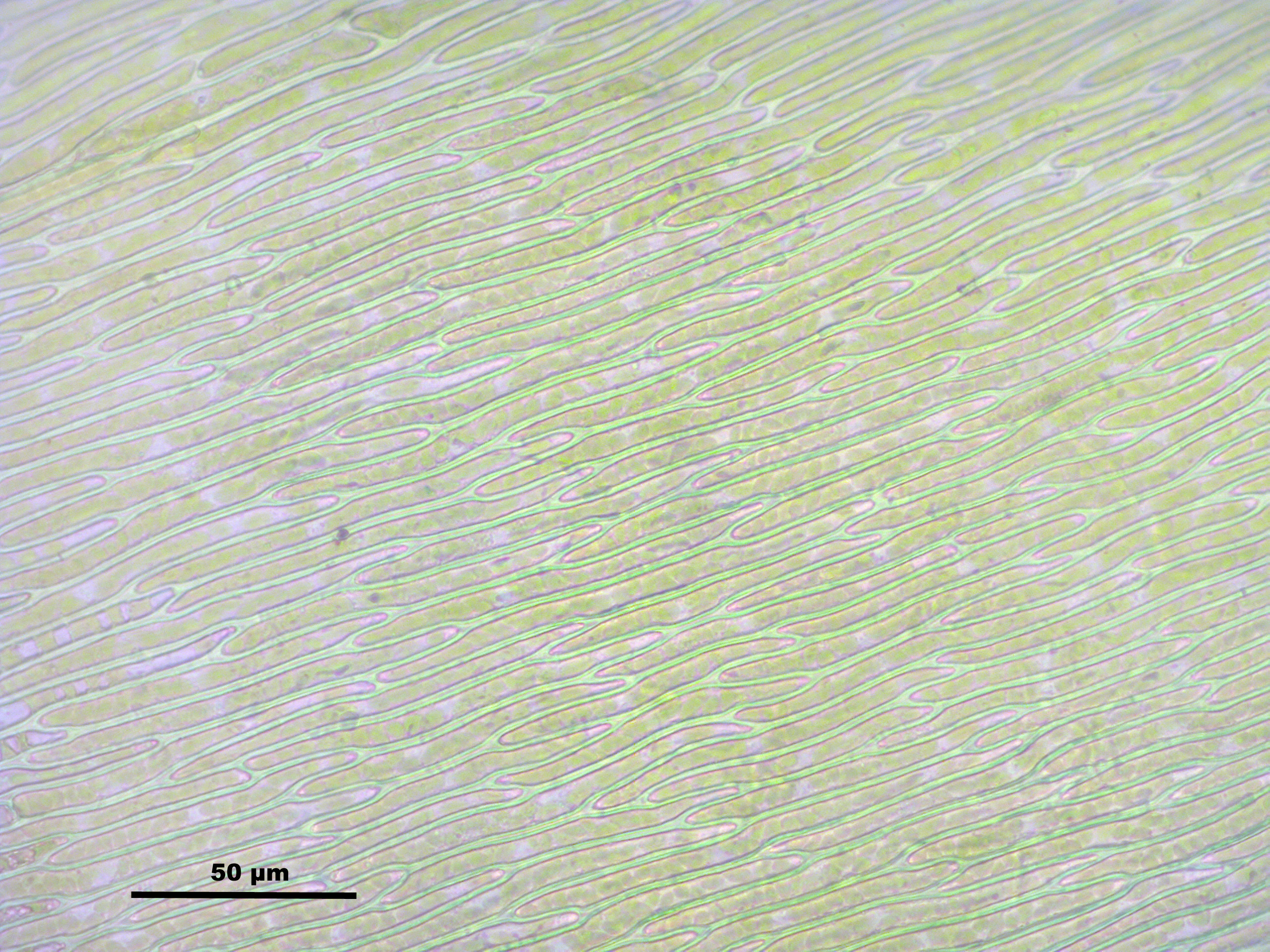
Bladcellen bladmidden
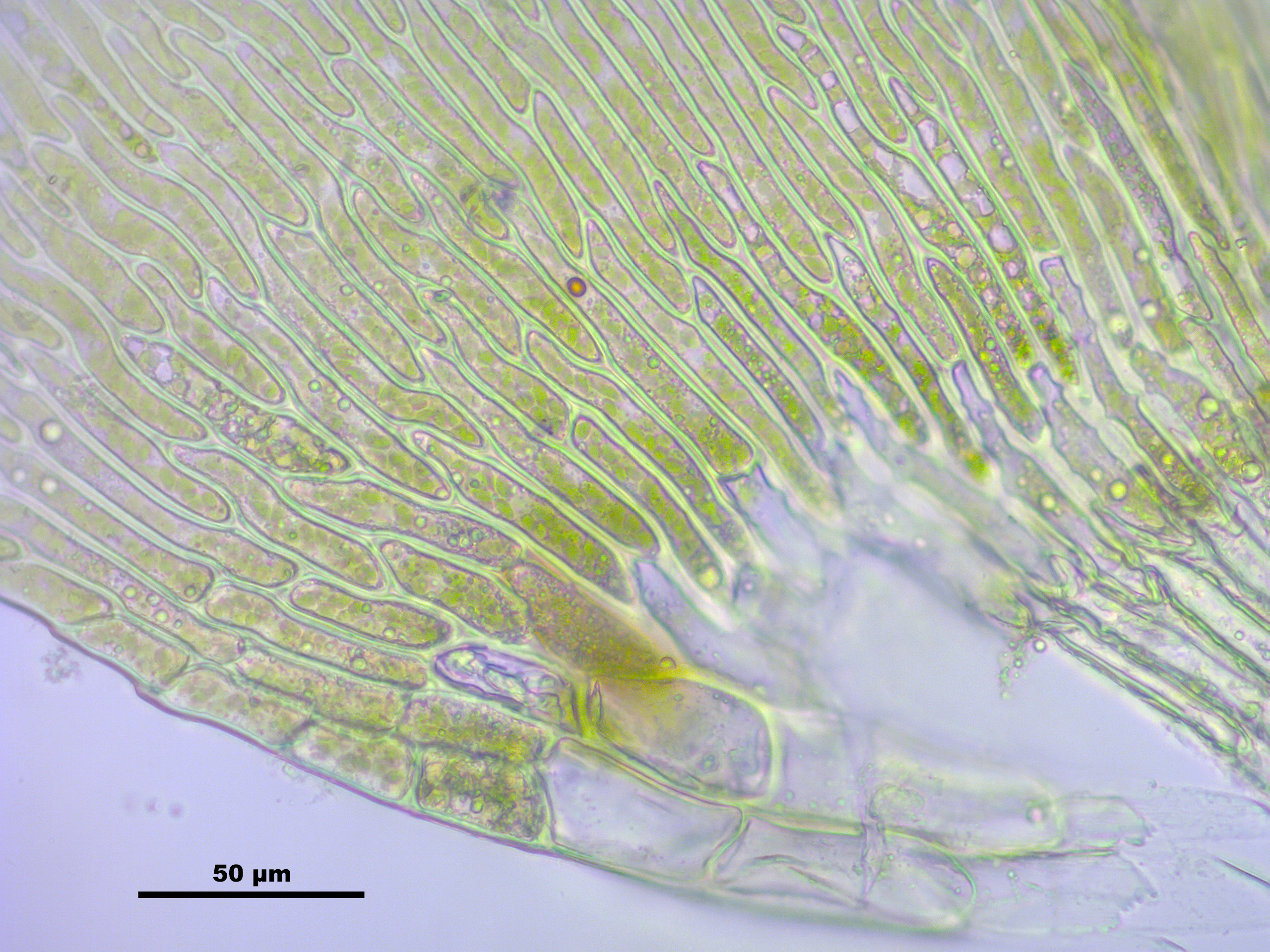
Bladcellen bladvoet